# نیشینه، ایواته
نیشینه، ایواته (به لاتین: Nishine) یک منطقهٔ مسکونی در ژاپن است که در ناحیه توهوکو واقع شده‌است. نیشینه ۱۸٬۴۴۲ نفر جمعیت دارد.